# Sissignora
Sissignora è un film del 1941 diretto da Ferdinando Maria Poggioli.

## Trama
La giovane Cristina Zunio, rimasta sola al mondo dopo la morte dell'unica zia, deve cercare impiego, e si rivolge a suor Valeria. Trova così lavoro come domestica presso le due anziane signore Robbiano che la trattano con alterigia e grettezza. Quando il nipote delle Robbiano, il giovane marinaio Vittorio, rientra a casa da una lunga crociera, tra i due nasce un legame che suscita l'opposizione delle anziane donne, contrarie che lui si leghi ad una "serva". Per cui la licenziano sperando così di allontanarla da lui.
Cristina va allora a servizio dai Bracco - Rinaldi, famiglia altolocata dedita a feste e ricevimenti, ma che in realtà è rovinata e piena di debiti, tanto che infine dovrà andar via senza esser pagata. Vittorio intanto, dopo aver contestato la decisione delle zie, cerca e riesce a ritrovare Cristina ed i due giovani progettano di sposarsi; per questo Cristina rifiuta la timida ed affettuosa corte di Emilio, un giovane originario del suo stesso paese. Ma a questo punto interviene suor Valeria che si schiera con le Robbiano ed impone a Cristina di lasciare Vittorio, che intanto riprende il mare.

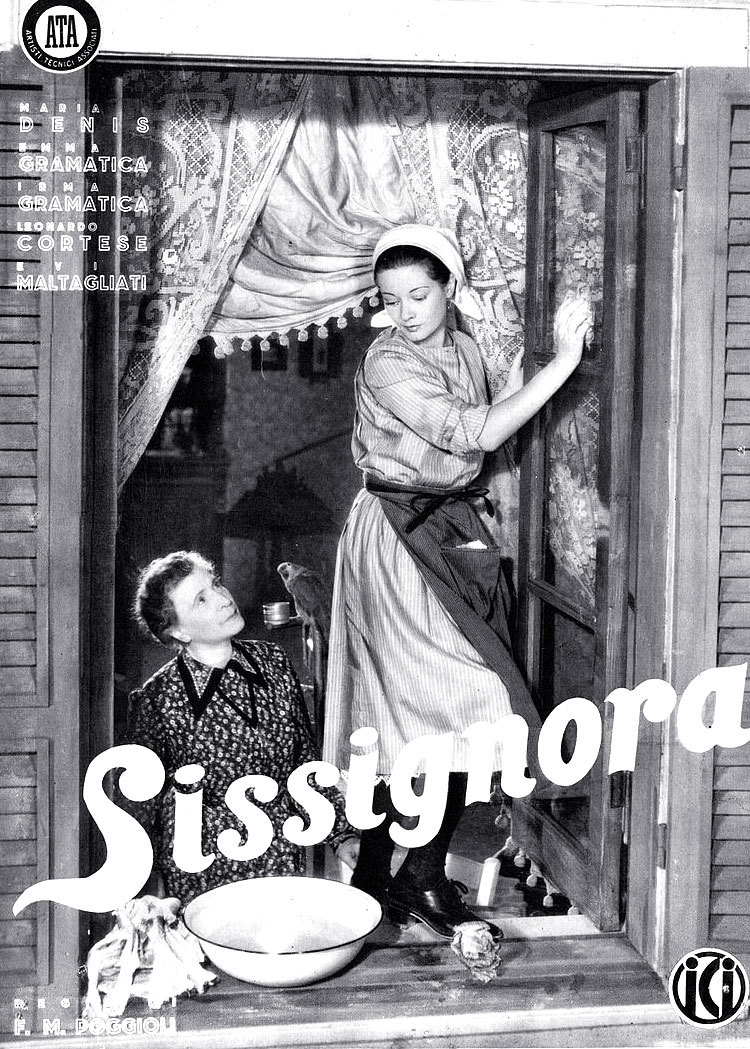
Cartello pubblicitario del film di Poggioli apparso su un periodico dell'epoca

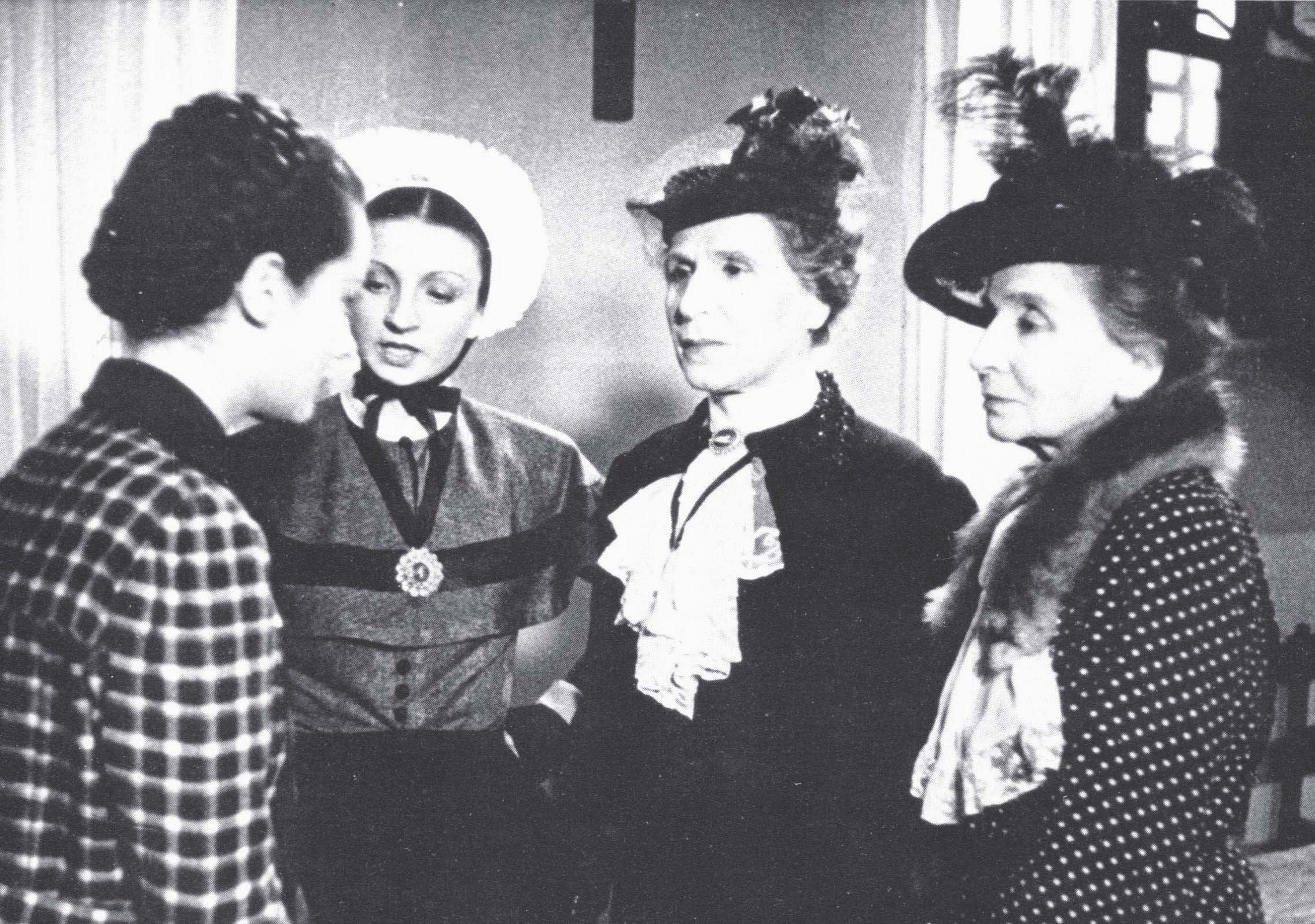
Maria Denis, Rina Morelli, Irma ed Emma Gramatica nella scena del film in cui Cristina trova il suo primo impiego

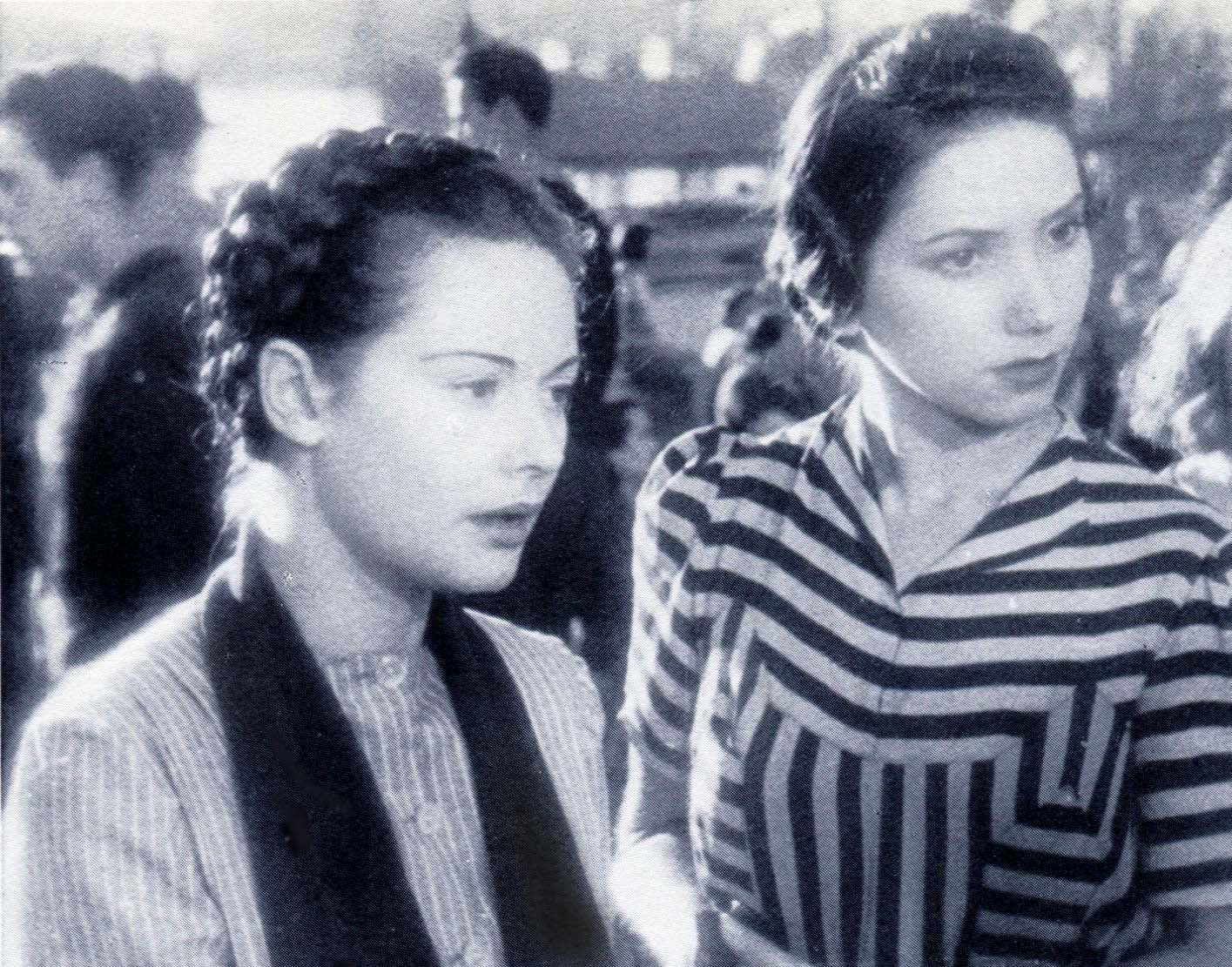
Maria Denis e Dhia Cristiani in una scena girata dal vero in un mercato genovese

Rimasta di nuovo sola, la ragazza si impiega presso la signora Valdata, vedova con un bimbo piccolo, legata ad un uomo che lei definisce “cugino”, in realtà il suo amante. Quando il bimbo si ammala, essi scaricano su Cristina il compito di accudirlo, senza informarla delle precauzioni neppure quando si scopre essere varicella, così che la giovane resta contagiata. Sarà Emilio a soccorrerla, ma ormai è tardi: quando il medico ordina il ricovero di Cristina in ospedale, lei e già morente, e spira poco dopo. Cattiveria, grettezza, ipocrisia ed egoismo hanno causato la morte della ragazza.

## Realizzazione del film

### Soggetto e sceneggiatura
Sissignora è tratto dal racconto di Flavia Steno, La servetta di Masone, che fu pubblicato a puntate sul quotidiano genovese Il Lavoro (in questo caso la scrittrice si firmò con lo pseudonimo Vittoria Greco) e poi edito nel 1940 in volume da Sonzogno, con il titolo che poi sarà anche quello del film. Rispetto al romanzo, il film presenta alcune differenze (v. riquadro), ma ne mantiene i principali elementi, tra cui l'ambientazione della vicenda a Genova. La sceneggiatura fu opera principalmente di Emilio Cecchi ed Alberto Lattuada, che rievocò poi «la vena popolare del libro che spingeva gli aspetti anti borghesi di questa domestica un po' oppressa ed un po' vittima»; Lattuada fu con l'occasione anche l'aiuto- regista di Poggioli. Il gruppo di sceneggiatori formato in questa occasione ricevette, ancora prima della fine della lavorazione, gli elogi di alcuni commentatori, tra cui Adolfo Franci, secondo il quale «dopo il felice esperimento di Piccolo mondo antico, alla A.T.A. hanno chiamato per Sissignora scrittori e letterati di chiara fama (Cecchi e Fallaci) e giovani di provato ingegno (la Banti e Lattuada)».

### Produzione
Il film fu prodotto dalla milanese A.T.A., società fondata nel 1937 da Carlo Ponti, che ne fu per qualche tempo l'amministratore. La società aveva poi esordito nel campo cinematografico, co-producendo pochi mesi prima, Piccolo mondo antico di Soldati, che aveva riscosso grande successo di critica e di pubblico. Questa seconda produzione dell'A.T.A. venne pubblicizzata come «il primo tentativo di rappresentare la vita delle donne di servizio: mentre nei film normali la vita delle persone di servizio appare sullo sfondo e subordinata alla vita della famiglia, in questo film la vita della famiglia ruota sull'asse della donna di servizio».
Le riprese del film iniziarono a Cinecittà ai primi di ottobre del 1941 per proseguire in esterni a Genova tra il novembre ed il dicembre, dove, come ha ricordato uno dei protagonisti, Leonardo Cortese, «fu uno dei primi film che si girò per le strade, nei luoghi del racconto». Gli aspetti "veritieri" di queste ambientazioni furono lodate da molti commentatori: «un senso di verità emana da quegli esterni, da quei mercati tra mare e ferrovia, soprattutto da quella "balera" in cui servette e marinai s'incontrano nelle ore libere; ambientazione splendida senza compiacenze letterarie né indugi». La volontà di Poggioli di dare spazio ad elementi "popolari" comportò anche un contrasto relativo alle musiche tra il regista - che avrebbe voluto degli artisti di strada - e la produzione che chiedeva invece di usare i motivi composti da Felice Lattuada.
Vi sono alcune differenze tra il film diretto da Poggioli ed il romanzo scritto dalla Steno. In questo, infatti, il motivo per cui Cristina va a servizio non deriva dalla morte dell'unica parente, bensì dal trasferimento di tutti i suoi famigliari come coloni in Africa Orientale (all'epoca colonia italiana). La storia d'amore che la coinvolge non riguarda il nipote delle anziane donne in cui svolge il suo primo lavoro, ma il garzone di un fornaio conosciuto durante quel suo primo impiego.  Le famiglie in cui Cristina viene assunta sono nel libro cinque (ridotte a tre nel film) ed ognuna di esse rappresenta, a modo suo, una «radiografia della borghesia del tempo», da quelli generosi ma pieni di debiti, a quelli meschini, sino all'aspetto peggiore in cui uno dei suo datori di lavoro cerca di usarle violenza, episodio non ripreso nel film.
Infine nel libro la morte di Cristina viene addossata all'intervento della suora Valeria, che le impone di abbandonare il lavoro presso una famiglia ospitale solo perché composta da una coppia non sposata, mandandola nella famiglia dove poi s'ammalerà, mentre nel film la suora è responsabile dell'infelicità di Cristina, in quanto è lei a distruggerle il sogno di sposare Vittorio.
Altre differenze minori e locali riguardano la descrizioni di diversi ambienti della periferia genovese, presentate con grande realismo tanto che, secondo Bragaglia, «è proprio la Genova inedita a salvare il film dai rischi della retorica patetica e della caratterizzazione eccessiva dei personaggi». Si tratta di «un inedito spaccato di vita popolare, se non proletaria, grazie anche ad un uso sapiente degli esterni genovesi: il mercato, la balera».

### Interpreti
Maria Denis, nel ruolo della umile e sfortunata Cristina, svolse in Sissignora una delle sue più intense interpretazioni, generalmente lodata sia quando il film uscì, sia successivamente, nella quale «libera le sue corde più autentiche, una disarmante tenerezza, un incontenibile vittimismo». Più di quarant'anni dopo la stessa attrice ricordò con emozione quella sua interpretazione, sostenendo che «secondo me, il neorealismo è nato proprio con Sissignora. Poggioli mi trasformò in una vera servetta: treccine, niente trucco, calze di lana e scarpe basse che mi facevano camminare storta».
Questa trasformazione dell'attrice fu rilevata anche dalla critica: «Tra tanti film di "donne fatali", nei quali si vede gente spensierata, uomini e donne oziosi, questo sarà il film di un'umile servetta. E che risalto darà Maria Denis a questo suo personaggio!». Accanto a lei tutti i commentatori riconobbero la grande prova interpretativa offerta dalle sorelle Gramatica che, come scrisse Diego Calcagno «hanno fatto terribilmente bene le cattive». Alcuni segnalarono anche il valore dell'interpretazione di Elio Marcuzzo, alla sua prima prova importante.

## Distribuzione
Il film venne distribuito nel circuito cinematografico italiano il 20 febbraio del 1942.

## Accoglienza

### Critica

#### Commenti contemporanei
I giudizi della critica videro nel film di Poggioli un segnale di novità nel quadro della cinematografia italiana del periodo. «Questa riduzione del romanzo della Flavia Steno - scrisse Guido Piovene - sarà ricordata come una tappa importante del progresso del cinema italiano. Chi ha fatto il film ha saputo avvicinare con delicatezza questa dimessa condizione (...) Con qualche ritocco ancora, eliminando qualche "peccato veniale", questo film di alta classe che mostra cose giuste e vere, sarebbe giunto alla perfezione».
Di «film delicato e commovente» scrisse Diego Calcagno, mentre secondo La Stampa «questa figura dimessa, dolce ed elementare tra le troppe brillanti che di solito ospitano gli schermi, era tale da poter interessare solo dei produttori coraggiosi ed intelligenti, ed anche questo film è accuratissimo, nulla è stato lesinato perché riuscisse per il meglio».

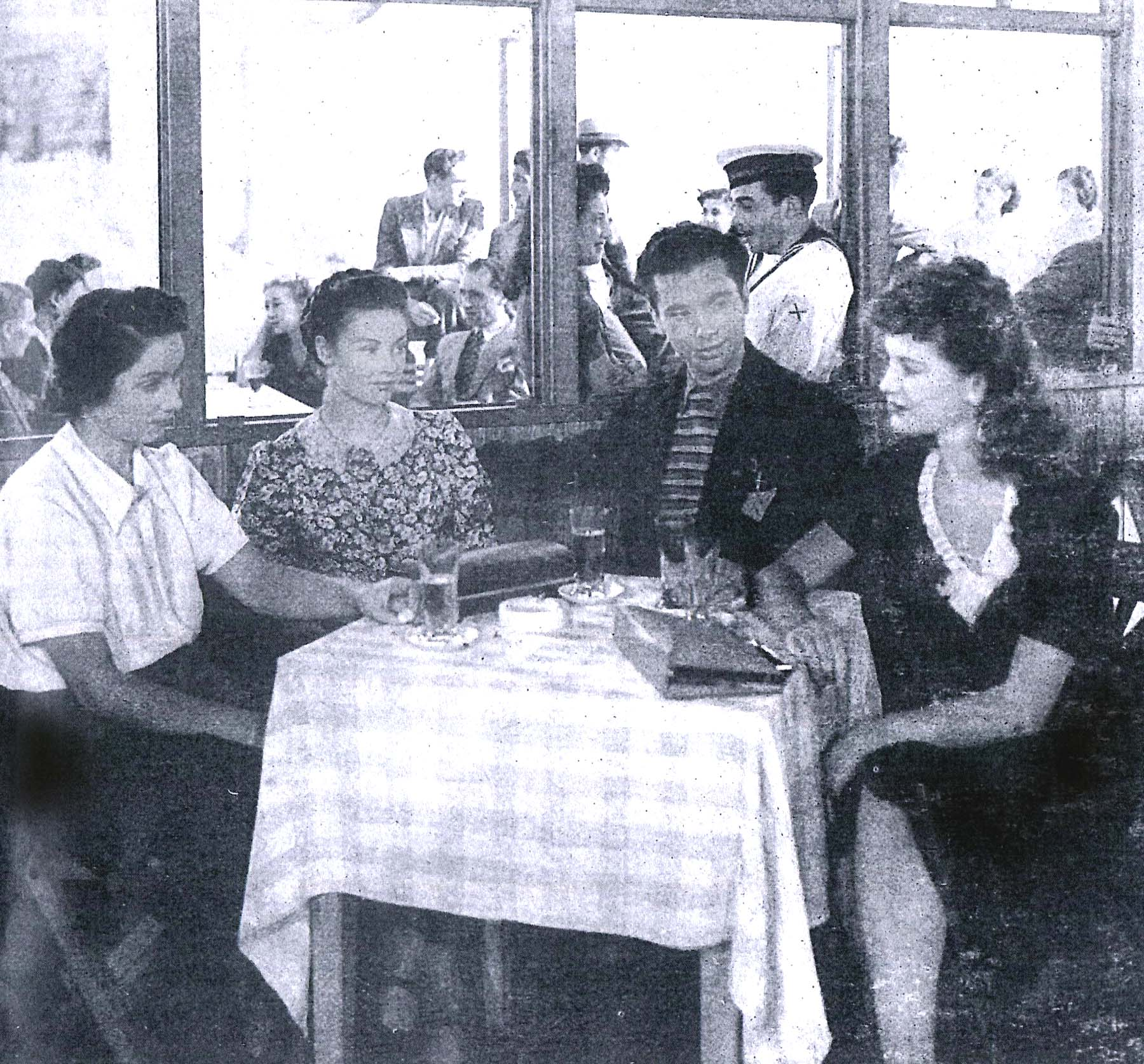
Scena che fu girata in una balera sul mare con (da sin.) Dhia Cristiani, Maria Denis, Elio Marcuzzo e Jone Salinas. Queste veritiere ambientazioni sono state apprezzate da molti commentatori

In un panorama di commenti positivi fece eccezione quello aspramente negativo apparso su Cinema che, sull'onda della crescente polemica nei confronti dei registi calligrafici, accusò Poggioli di «edonistica e malata concezione della vita scusabile in uomini d'altri tempi (mentre) noi siamo fermamente convinti che la nostra storia più recente vada vissuta in altro modo e con la piena coscienza di certi valori; la pulizia tecnica del film è solo formale e non sarà quella a salvarla dal nostro giudizio».

#### Giudizi successivi
Retrospettivamente i giudizi su Sissignora hanno unanimemente riconosciuto che si trattò di un film innovativo per i tempi, pur dividendosi poi sul valore dell'opera. Se infatti secondo Francesco Savio «lo stupendo Sissignora è un passaggio obbligato nella evoluzione del nostro (italiano - ndr) cinema, perché in questo film luminoso e severo si attua per la prima volta e con magica compostezza, la fusione di realismo e formalismo verso la quale i registi avevano sempre vanamente teso», per Cinema «il film gli riuscì a metà: proponeva un passaggio tutt'altro che comune, ne indagava l'elementare struttura psicologica, ma le svolte drammatiche del racconto risentivano di una certa durezza e di una certa convenzione».

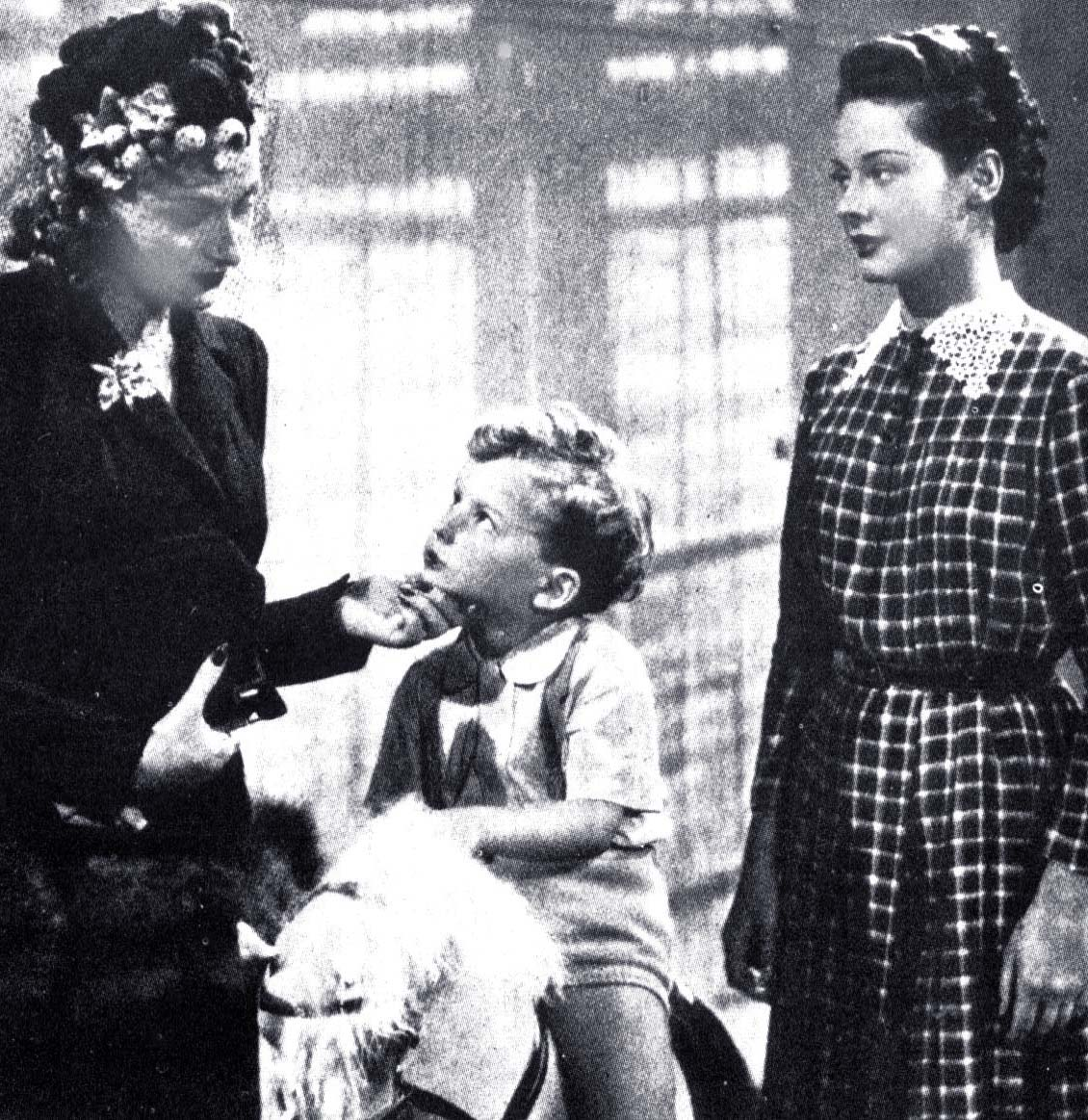
Evi Maltagliati, il piccolo Silverio Pisu e Maria Denis

Inserendo l'opera di Poggioli nel filone cinematografico "calligrafico", alcuni critici hanno dato una negativa valutazione di un «cinema di opposizione passiva al regime che nella ricerca stilistica sfuggiva all'impegno critico che il momento storico avrebbe richiesto», mentre altri hanno al contrario riconosciuto che «i film di Poggioli furono i primi nei quali si avvertivano quei fermenti che covavano sotto la cenere del conformismo del cinema italiano; di questa preparazione, checché ne pensino gli storici, Poggioli fu uno dei più sensibili esponenti e promotori». Più recentemente anche Brunetta riconosce che «Poggioli osserva con rara capacità un mondo durissimo di rapporti privi di umanità».

### Risultato commerciale
I giudizi generalmente favorevoli della critica del tempo furono accompagnati per Sissignora anche da un buon risultato economico. Infatti, in base ai dati disponibili il film diretto da Poggioli risulta aver introitato una somma superiore ai tre milioni e mezzo di lire dell'epoca. In questo modo Sissignora, pur restando lontano dai campioni di incasso del periodo (la coppia di film Noi vivi-Addio Kira!, diretti da Goffredo Alessandrini, superò assieme i 20 milioni di introito), rimase comunque al di sopra delle somme raggiunte dalla maggior parte delle altre pellicole italiane del periodo.

### Riconoscimenti
In occasione della Mostra di Venezia del 1942, a Carlo Montuori fu assegnato il "Premio nazionale della cinematografia italiana", istituito dal Ministero della cultura popolare per i vari settori del cinema, quale migliore fotografia tra i film italiani della stagione 1941-42.